# هود آشپزخانه

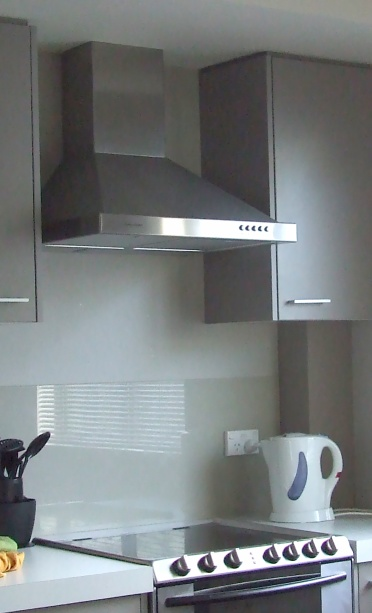
یک هواکش آشپزخانه

هواکش آشپزخانه که به آن هود (به انگلیسی: hood، به معنای سرپوش یا کلاه، به خاطر شکل هودهایی که مانند سرپوشی بالای اجاق قرار می‌گیرند) هم گفته می‌شود، وسیله‌ای برای از بین بردن بوی پخت‌وپز در آشپزخانه‌های امروزی است. در واقع هود آشپزخانه، یک فن (هواکش) برقی است که در بالای اجاق گاز شما قرار می‌گیرد و وظیفه دارد بوهای نامطبوع، چربی و رطوبت آشپزخانه شما را حین آشپزی و پخت و پز روی اجاق گاز، از بین برده و هوای آشپزخانه را به نوعی تهویه کند. هود یکی از مهم‌ترین اجزای درون آشپزخانه و وجود آن در هر آشپزخانه‌ داخلی (معمولا آشپزخانه های خارجی که به مطبخ کثیف معروف هستند که عموما در تراس، بالکن و روف گاردن قرار میگیرند به دلیل وجود تهویه طبیعی هوا نیاز به هود ندارند) ضروری است.

## انواع هود
هود آشپزخانه خانگی از حیث طراحی ظاهر به چند دسته کلی تقسیم می‌شوند. هود آشپزخانه مورب،هود زیر کابینتی، هود آشپزخانه شومینه ای، هود آشپزخانه مخفی و هود آشپزخانه جزیره ای. این تقسیم‌بندی انواع هود از نظر طراحی ظاهر است .
در حال حاضر دو نوع هود خانگی در بازار موجود است. هودهای تصفیه‌کننده هوا و هودهای دارای خروجی هوا، هودهای تصفیه کننده، گرد و غبار و بو را به داخل می‌کشند و ذرات معلق را تا حد ممکن از هوا می‌زدایند و دوباره هوای تصفیه شده را به داخل آشپزخانه پس می‌دهند. هودهایی که خروجی هوا دارند، به یک کانال متصل شده‌اند که گرد و غبار، چربی و بوهای نامطبوع از طریق آن به بیرون فرستاده می‌شود. این هودها به شکل‌های معمولی، شومینه‌ای و جزیره‌ای موجود هستند.
هودهای صنعتی که جهت آشپزخانه‌های صنعتی یا محیط‌های آزمایشگاهی کاربرد دارند از یک آفتابگیر هود به همراه یک کانال انتقال هوا و یک موتور با دور بالا (سانتریفوژ) بهره‌مند هستند که بر مبنای میزان هوای مورد نیاز جهت خروج از محیط طراحی و ساخته می‌شوند. در نوع حرفه ای تر این نوع هود، امکان همزمان دمش هوای تازه در کنار مکش هوای گرم و مرطوب نیز وجود دارد که الزاماً نیازمند کانال کشی مضاعفی نیز می‌باشند. دمش هوای تازه همچون پرده هوایی از انتشار و خروج دود و رطوبت حاصل از پخت از محوطه زیر آفتابگیر هود جلوگیری می‌نماید.

## مکش هود
میزان هوایی که هود در ساعت توانایی خارج کردن آن را دارد بر واحد مترمکعب محاسبه می‌شود. نصب درست هود بر میزان مکش آن تأثیرگذار است. قبل از خرید هود باید نوع خروجی هود منزل خود را مشخص کنید (یعنی قطر دریچه به کار رفته در دیوار و قطر لوله به کار رفته در دیوار تا محل خروج پشت بام یا دیوار و کلاهک به کار رفته در آن) زیرا اگر شما هودی با خروجی ۱۰۰۰مترمکعب تهیه نمایید و خروجی شما ۱۰ یا ۱۵ سانتی‌متر باشد هود نمی‌تواند نتیجه مطلوب را ایجاد کند و علاوه بر مکش کمتر صدای بیشتری هم ایجاد می‌شود.

## کاربرد هود
هنگام آشپزی، دود، رایحه، چربی و ذرات آزاد شده توسط غذاهای در حال پخت روی گاز، در هوا پخش می‌شوند و اگر نوعی سیستم فیلتراسیون هوا درون محیط آشپزخانه نباشد، این ذرات در هوا معلق باقی می‌مانند و یا در نهایت به سقف و دیوارهای آشپزخانه می‌چسبند. اما یک هود آشپزخانه، که گاهی اوقات آن را هود هواکش نیز می‌نامند، تمام این ذرات معلق درون هوا را مکش کرده و از آشپزخانه خارج می‌کند. بنابراین دیگر نیازی نیست نگران وجود دود ناسالم یا بوی نامطبوع در هنگام آشپزی در منزل خود باشید. هودها علاوه بر تهویه‌ی هوا، کاربردهای مفید دیگری نیز دارند، از جمله:
• فراهم کردن نور اضافی برای فضای آشپزی
• کمک به تمیزتر نگه داشتن آشپزخانه (با جلوگیری از پخش شدن دوده‌ها و ذرات معلق و چسبیدن آنها به دیوارها و سقف)
• کاهش خطر مسمومیت با منو اکسید کربن
• از بین بردن گرمای اضافی و خنک کردن آشپزخانه

## خدمات پس از فروش هود چیست؟
بیشتر برندهای تولید کننده‌ی هود، خدمات پس از فروش و گارانتی‌های چندماهه یا چندساله به مشتریان خود عرضه می‌کنند تا بدون نگرانی از بابت خرابی و افت کیفیت هودهای خریداری شده، اقدام به خرید هود آشپزخانه کنید. مدت اعتبار گارانتی و نوع خدمات پس از فروشی که هر برند یا فروشنده به مشتریان ارائه می‌دهد با یکدیگر تفاوت دارد اما تقریبا تمام هودهای موجود در بازار اعم از خارجی و ایرانی، توسط فروشنده گارانتی می‌شوند.

## معرفی تولید کنندگان هودخارجی
سامسونگ، AEG، بوش، لمیرا، فورس، فرامکو